# 이경직 (1577년)

이경직(李景稷, 1577년 ~ 1640년)은 조선 중기의 문신이자 덕천군(德泉君) 이후생(李厚生)의 후손이다. 자는 상고(尙古), 호는 석문(石門), 본관은 전주. 이항복(李恒福)과 김장생(金長生)의 문인이다.

## 생애
이경직은 선조 34년(1601) 생원·진사 양시에 합격하고, 1605년 식년시와 증광별시에 잇달아 합격하는 등 뛰어난 자질을 보였다. 승문원에 소속되었다가 광해군 때 승정원·시강원·춘추관·홍문관·병조 등에서 봉직했고, 광해군 9년(1617) 여름 회답사(回答使) 오윤겸의 종사관(從事官)으로 일본에 다녀왔다. 1618년 인목대비의 폐위 사건이 일어났을 때 조회에 불참한 일로 탄핵받아 5년간 향리에 머물렀다. 그러던 중 명나라 장수 모문룡이 철산군(鐵山郡) 가도에 군대를 주둔하는 문제가 일어나자 조정에서 그곳을 부(府)로 승격시키고 이경직을 철산부사로 파견했는데, 자애로운 마음으로 백성을 보살펴 명군을 감화시켰다고 전해진다.
1623년 인조반정 후 의주부윤이 되어 선정을 베풀었고, 1624년 이괄의 난 때 전라도절도사로서 왕을 호종했고, 그 뒤 수원부사와 개성유수(開城留守)를 지냈다. 1626년 다시 상경하여 장예원 판결사를 거쳐 병조참판으로 비변사 제조를 겸하였다. 1629년 도체찰부사(都體察副使)로 활약했고 이후 호조참판ㆍ예조참판ㆍ경기도관찰사를 지냈다. 모친상을 마친 뒤 1634년 도승지에 제수되나 다시 부친상을 당했고 1636년 다시 호군(護軍)에 제수되어 비변사 당상관을 겸하였다. 그 해 12월 청나라 군대가 침입하자 이조판서 최명길과 함께 모화관(慕華館)에서 청의 장수를 만났으나 그들의 의도가 강화(講和)에 있지 않음을 알고 바로 남한산성으로 왕을 뒤따라갔다. 산성에서 청과의 교섭에 있어 중국어에 능통한 그가 활약했고 도승지가 되었다.
1637년 봄 인조가 서울로 환궁하자 호조판서로 승진되고 다시 도승지에 서용되었고, 이듬해 지중추부사로 오위도총부 도총관을 겸했다. 1639년 봄 강화유수(江華留守)에 제수되어 전후복구에 힘썼는데, 병으로 1640년 7월 임소에서 64세로 순직했다. 사후 우의정에 추증되었다. 시호는 효민(孝敏)

## 가계
- 조부 : 이수광(李秀光), (함풍군 묘역 역내)
  - 부 : 이유간(李惟侃), (함풍군 묘역 옆, 장자 효민공 이경직 묘역 역내)
  - 모 : 개성고씨 고한량(高漢良)의 딸
    - 이경직
    - 부인 : 보성오씨 오경지의 딸

```
         고성이씨 이성길(李成吉)의딸
```

- -     -       - 아들 : 이장영(李長英)
        - 손자 : 이집성(李集成)
        - 손자 : 이민성(李敏成)
        - 손자 : 이구성(李九成)
        - 손자 : 이관성(李觀成)
        - 손자 : 이노성(李老成)
        - 손자 : 이현성(李玄成)

      - 아들 : 이후영(李後英) 혹은 이기영(李起英)
        - 손자 : 이익성(李翼成)
        - 손자 : 이덕성(李德成)

      - 아들 : 효간공(孝簡公) 서곡(西谷) 이정영(李正英)[8]
        - 손자 : 이만성(李晩成)
        - 손자 : 이대성(李大成)

    - 동생 : 금구현령 이경설(李景卨)
    - 동생 : 문충공(文忠公) 백헌 이경석(白軒 李景奭)[7]

## 같이 보기
- 육진팔광 (덕천군파)
- 계축옥사
- 이괄의 난
- 정묘호란
- 인조반정

## 참고 문헌
- 『북저집(北渚集)』
- 『백헌집(白軒集)』
- 『택당집(澤堂集)』
- 『인조실록(仁祖實錄)』
- 『국조방목(國朝榜目)』
- 『광해군일기(光海君日記)』
- 『국조인물고(國朝人物考)』